# Canoagem nos Jogos Olímpicos de Verão de 2000 - K-2 500 m feminino
A competição feminina do K-2 500 m da canoagem nos Jogos Olímpicos de Verão de 2000 foi realizada entre os dias 27 de setembro e 1 de outubro de 2000.

## Medalhistas
|  | GER Alemanha                 |  | HUN Hungria                  |  | POL Polônia                      |
|  | Birgit Fischer Katrin Wagner |  | Katalin Kovács Szilvia Szabó |  | Beata Sokołowska Aneta Pastuszka |

## Resultados

### Eliminatórias
13 concorrentes participaram em duas baterias. As três primeiras colocadas de cada bateria avançaram para as finais.
| Bateria 1 de 2 Data: Quarta-feira, 27 de setembro de 2000 | Bateria 1 de 2 Data: Quarta-feira, 27 de setembro de 2000 | Bateria 1 de 2 Data: Quarta-feira, 27 de setembro de 2000 | Bateria 1 de 2 Data: Quarta-feira, 27 de setembro de 2000 | Bateria 1 de 2 Data: Quarta-feira, 27 de setembro de 2000 | Bateria 1 de 2 Data: Quarta-feira, 27 de setembro de 2000 |
| Posição                                                   | Total                                                     | Atleta                                                    | Nação                                                     | Tempo                                                     | Qual.                                                     |
| --------------------------------------------------------- | --------------------------------------------------------- | --------------------------------------------------------- | --------------------------------------------------------- | --------------------------------------------------------- | --------------------------------------------------------- |
| 1                                                         | 2                                                         | GER Alemanha                                              | Birgit Fischer e Katrin Wagner                            | 1:42.557                                                  | QF                                                        |
| 2                                                         | 3                                                         | POL Polônia                                               | Beata Sokołowska e Aneta Pastuszka                        | 1:42.905                                                  | QF                                                        |
| 3                                                         | 7                                                         | SWE Suécia                                                | Anna Olsson e Ingela Ericsson                             | 1:45.491                                                  | QF                                                        |
| 4                                                         | 8                                                         | ESP Espanha                                               | Maria Garcia e Belén Sánchez                              | 1:45.527                                                  | QS                                                        |
| 5                                                         | 11                                                        | USA Estados Unidos                                        | Tamara Jenkins e Kathryn Colin                            | 1:47.735                                                  | QS                                                        |
| 6                                                         | 12                                                        | ISR Israel                                                | Lior Carmi e Larisa Pesyakhovich                          | 1:48.647                                                  | QS                                                        |
| 7                                                         | 13                                                        | BLR Bielorrússia                                          | Yelena Bet e Svetlana Vakula                              | 1:55.757                                                  | QS                                                        |

| Bateria 2 de 2 Data: Quarta-feira, 27 de setembro de 2000 | Bateria 2 de 2 Data: Quarta-feira, 27 de setembro de 2000 | Bateria 2 de 2 Data: Quarta-feira, 27 de setembro de 2000 | Bateria 2 de 2 Data: Quarta-feira, 27 de setembro de 2000 | Bateria 2 de 2 Data: Quarta-feira, 27 de setembro de 2000 | Bateria 2 de 2 Data: Quarta-feira, 27 de setembro de 2000 |
| Posição                                                   | Total                                                     | Atleta                                                    | Nação                                                     | Tempo                                                     | Qual.                                                     |
| --------------------------------------------------------- | --------------------------------------------------------- | --------------------------------------------------------- | --------------------------------------------------------- | --------------------------------------------------------- | --------------------------------------------------------- |
| 1                                                         | 1                                                         | HUN Hungria                                               | Katalin Kovács e Szilvia Szabó                            | 1:42.298                                                  | QF                                                        |
| 2                                                         | 4                                                         | ROU Romênia                                               | Raluca Ioniţǎ e Mariana Limbău                            | 1:43.204                                                  | QF                                                        |
| 3                                                         | 5                                                         | CAN Canadá                                                | Caroline Brunet e Karen Furneaux                          | 1:44.476                                                  | QF                                                        |
| 4                                                         | 6                                                         | AUS Austrália                                             | Katrin Borchert e Anna Wood                               | 1:45.250                                                  | QS                                                        |
| 5                                                         | 9                                                         | UKR Ucrânia                                               | Hanna Balabanova e Nataliya Feklisova                     | 1:46.942                                                  | QS                                                        |
| 6                                                         | 10                                                        | RUS Rússia                                                | Nataliya Guly e Yelena Tissina                            | 1:47.356                                                  | QS                                                        |

Classificação geral
| Baterias Classificação geral | Baterias Classificação geral | Baterias Classificação geral          | Baterias Classificação geral | Baterias Classificação geral | Baterias Classificação geral | Baterias Classificação geral |
| Posição                      | Atleta                       | Nação                                 | Bateria                      | Posição (bat.)               | Tempo                        | Qual.                        |
| ---------------------------- | ---------------------------- | ------------------------------------- | ---------------------------- | ---------------------------- | ---------------------------- | ---------------------------- |
| 1                            | HUN Hungria                  | Katalin Kovács e Szilvia Szabó        | 2                            | 1                            | 1:42.298                     | QF                           |
| 2                            | GER Alemanha                 | Birgit Fischer e Katrin Wagner        | 1                            | 1                            | 1:42.557                     | QF                           |
| 3                            | POL Polônia                  | Beata Sokołowska e Aneta Pastuszka    | 1                            | 2                            | 1:42.905                     | QF                           |
| 4                            | ROU Romênia                  | Raluca Ioniță e Mariana Limbău        | 2                            | 2                            | 1:43.204                     | QF                           |
| 5                            | CAN Canadá                   | Caroline Brunet e Karen Furneaux      | 2                            | 3                            | 1:44.476                     | QF                           |
| 6                            | AUS Austrália                | Katrin Borchert e Anna Wood           | 2                            | 4                            | 1:45.250                     | QS                           |
| 7                            | SWE Suécia                   | Anna Olsson e Ingela Ericsson         | 1                            | 3                            | 1:45.491                     | QF                           |
| 8                            | ESP Espanha                  | Maria Garcia e Belén Sánchez          | 1                            | 4                            | 1:45.527                     | QS                           |
| 9                            | UKR Ucrânia                  | Hanna Balabanova e Nataliya Feklisova | 2                            | 5                            | 1:46.942                     | QS                           |
| 10                           | RUS Rússia                   | Nataliya Guly e Yelena Tissina        | 2                            | 6                            | 1:47.356                     | QS                           |
| 11                           | USA Estados Unidos           | Tamara Jenkins e Kathryn Colin        | 1                            | 5                            | 1:47.735                     | QS                           |
| 12                           | ISR Israel                   | Lior Carmi e Larisa Pesyakhovich      | 1                            | 6                            | 1:48.647                     | QS                           |
| 13                           | BLR Bielorrússia             | Yelena Bet e Svetlana Vakula          | 1                            | 7                            | 1:55.757                     | QS                           |

### Semifinal
A semifinal foi disputada em bateria única, as três melhores classificaram-se para a final.
| Bateria 1 de 1 Data: Sexta-feira, 29 de setembro de 2000 | Bateria 1 de 1 Data: Sexta-feira, 29 de setembro de 2000 | Bateria 1 de 1 Data: Sexta-feira, 29 de setembro de 2000 | Bateria 1 de 1 Data: Sexta-feira, 29 de setembro de 2000 | Bateria 1 de 1 Data: Sexta-feira, 29 de setembro de 2000 |
| Posição                                                  | Atleta                                                   | Nação                                                    | Tempo                                                    | Qual.                                                    |
| -------------------------------------------------------- | -------------------------------------------------------- | -------------------------------------------------------- | -------------------------------------------------------- | -------------------------------------------------------- |
| 1                                                        | AUS Austrália                                            | Katrin Borchert e Anna Wood                              | 1:44.682                                                 | QF                                                       |
| 2                                                        | ESP Espanha                                              | Maria Garcia e Belén Sánchez                             | 1:45.144                                                 | QF                                                       |
| 3                                                        | RUS Rússia                                               | Nataliya Guly e Yelena Tissina                           | 1:46.554                                                 | QF                                                       |
| 4                                                        | UKR Ucrânia                                              | Hanna Balabanova e Nataliya Feklisova                    | 1:47.370                                                 |                                                          |
| 5                                                        | ISR Israel                                               | Lior Carmi e Larisa Pesyakhovich                         | 1:48.120                                                 |                                                          |
| 6                                                        | USA Estados Unidos                                       | Tamara Jenkins e Kathryn Colin                           | 1:48.300                                                 |                                                          |
| 7                                                        | BLR Bielorrússia                                         | Yelena Bet e Svetlana Vakula                             | 1:49.758                                                 |                                                          |

### Final
A final foi realizada em 1 de outubro. Fischer fez história nesta corrida de três formas. Tornando-se a primeira mulher a ganhar duas ou mais medalhas em quatro jogos Olímpicos de Verão. Ela também se tornou a quarta mulher a ganhar sete medalhas de ouro. Em terceiro lugar, ela se juntou à nadadora americana Jenny Thompson como a única competidora não-ginástica a ganhar dez medalhas em jogos Olímpicos.
| Bateria 1 de 1 Data: Domingo, 1 de outubro de 2000 | Bateria 1 de 1 Data: Domingo, 1 de outubro de 2000 | Bateria 1 de 1 Data: Domingo, 1 de outubro de 2000 | Bateria 1 de 1 Data: Domingo, 1 de outubro de 2000 |
| Posição                                            | Nação                                              | Atleta                                             | Tempo                                              |
| -------------------------------------------------- | -------------------------------------------------- | -------------------------------------------------- | -------------------------------------------------- |
| 1                                                  | GER Alemanha                                       | Birgit Fischer e Katrin Wagner                     | 1:56.996                                           |
| 2                                                  | HUN Hungria                                        | Katalin Kovács e Szilvia Szabó                     | 1:58.580                                           |
| 3                                                  | POL Polônia                                        | Beata Sokołowska e Aneta Pastuszka                 | 1:58.784                                           |
| 4                                                  | ROU Romênia                                        | Raluca Ioniță e Mariana Limbău                     | 1:59.264                                           |
| 5                                                  | CAN Canadá                                         | Caroline Brunet e Karen Furneaux                   | 2:01.046                                           |
| 6                                                  | AUS Austrália                                      | Katrin Borchert e Anna Wood                        | 2:01.472                                           |
| 7                                                  | ESP Espanha                                        | Maria Garcia e Belén Sánchez                       | 2:04.208                                           |
| 8                                                  | SWE Suécia                                         | Anna Olsson e Ingela Ericsson                      | 2:04.574                                           |
| 9                                                  | RUS Rússia                                         | Nataliya Guly e Yelena Tissina                     | 2:04.994                                           |